# Airbus A310
Airbus A310, tvåmotorigt jetdrivet medel- och långdistansflygplan tillverkat av Airbus Industrie i Toulouse, Frankrike med start 1982. Planet är en förkortad och modifierad version av den äldre A300. A310 är främst utformad för medeldistansrutter med ganska högt passagerarantal. Planet har en besättning på två personer och har delvis datoriserade system i cockpit, delvis analoga. Planet saknar Airbus berömda fly-by-wire-styrsystem som först kom med Airbus A320 eftersom A310 och A300 kom innan dess.
Planet finns i två civila versioner: den ursprungliga A310-200 och den nyare varianten med längre räckvidd, A310-300.
Boeing 767 stod för den mesta konkurrensen och vann med stor marginal försäljningsmässigt (har nästan sålt fem gånger bättre) på grund av sin längre räckvidd vilket gjorde att den även kunde användas på långdistansrutter. A310 var dock mycket pålitlig och minst lika säker som sin konkurrent. A310 och sin storebror A300 blev till sist ersatta av den nyare och bättre Airbus A330 som i sin tur kommer att bli ersatt av den nya Airbus A350. Totalt tillverkades 255 exemplar, produktionen upphörde i juli 2007. I juli 2017 var 114 av dessa i trafik 

## Militära varianter
Finns även som lufttankningsflyg utvecklat för bland andra Luftwaffe som heter Airbus A310 MRTT.
Även som militär frakt som då heter Airbus A310 MRT.

## Olyckor
A310 har varit inblandad i 10 olyckor till och med juni 2010 där flygplanet fått skrotas efteråt, däribland 8 med dödlig utgång.

## Operatörer
Bland stora operatörer av typen kan nämnas Air France, Lufthansa, Swissair, FedEx och Air India.